# Прюдомм, Мишель
Мише́ль Жан Жорж Гисле́н Прюдо́мм (фр. Michel Jean Georges Ghislain Preud'homme; родился 24 января 1959 года, Угре) — бельгийский футболист и футбольный тренер. Выступал на позиции вратаря. Известен как игрок бельгийских клубов «Стандард» и «Мехелен», португальской «Бенфики». Завершил выступления в возрасте 40 лет. Неоднократно признавался лучшим вратарём страны, а в 1994 году за выступления на чемпионате мира в США получил приз Льва Яшина — награду, вручаемую с 1994 года лучшему вратарю чемпионата мира. В том же году был назван вратарём года. Участник ЧМ-90 и ЧМ-94, Евро-80. Трёхкратный чемпион Бельгии, неоднократный обладатель кубков и суперкубков Бельгии и Португалии. Обладатель Кубка обладателей кубков и Суперкубка 1988 года. С 2006 по 2008 годы тренировал бельгийский «Стандард», который смог привести к первой победе в чемпионате за последние 25 лет.

## Биография
Родился в 1959 году в муниципалитете Серен в провинции Льеж. В футбольную школу льежского «Стандарда» попал в десятилетнем возрасте. За основной клуб начал выступать с 1977 года. В 1984 году был уличён в сдаче матчей и отстранён от футбола на 2 года. После окончания срока дисквалификации был куплен клубом «Мехелен», с которым на следующий сезон выиграл Кубок обладателей кубков и Суперкубок. Всего в еврокубках провёл 103 матча. После чемпионата мира в США, где, несмотря на то, что сборная Бельгии выбыла в 1/8 финала, Прюдомм был назван лучшим вратарём турнира и первым получил новый приз имени Льва Яшина, вратаря приобрела португальская «Бенфика». В «Бенфике» Прюдомм отыграл вплоть до завершения игровой карьеры в 1999 году основным вратарём клуба, не дав шанса относительно молодому Сергею Овчинникову закрепиться в составе.
В сборной на первых порах Прюдомм играл мало: предпочтение отдавалось Жан-Мари Пфаффу (так, первый матч за сборную Прюдомм провёл в 1979 году против сборной ГДР[уточнить], но до 1987 года выходил в составе ещё всего лишь 2 раза). Зато на чемпионат мира 1990 года, равно как и на ЧМ-1994, после которого Прюдомм завершил свои выступления за национальную сборную, он ехал в качестве основного вратаря. На обоих чемпионатах мира сборная Бельгии доходила до 1/8 финала, а Прюдомм отыграл в воротах все 8 игр.

## Достижения

### Как игрок
Стандард
- Чемпион Бельгии: 1981/82, 1982/83
- Обладатель кубка Бельгии: 1980/81
- Обладатель Суперкубка Бельгии: 1981, 1982

Мехелен
- Чемпион Бельгии: 1988/89
- Обладатель кубка Бельгии: 1986/87
- Обладатель Кубка обладателей кубков: 1987/88
- Обладатель Суперкубка Европы: 1988

Бенфика
- Обладатель кубка Португалии: 1995/96

### Как тренер
Стандард
- Чемпион Бельгии: 2007/08

Гент
- Обладатель Кубка Бельгии: 2009/10

Твенте
- Обладатель Суперкубка Нидерландов: 2010
- Обладатель Кубка Нидерландов: 2010/11

Аль-Шабаб
- Чемпион Саудовской Аравии: 2011/12

Брюгге
- Чемпион Бельгии: 2015/16

### Личные
- Лучший футболист Бельгии: 1987, 1989
- Лучший вратарь Бельгии: 1989, 1990, 1991, 1994
- Обладатель приза Льва Яшина лучшему вратарю чемпионата мира: 1994
- Лучший вратарь мира по версии МФФИИС: 1994
- Лучший вратарь Европы по версии УЕФА: 1994
- Член символической сборной чемпионата мира 1994
- Премия имени Ринуса Михелса: 2011